# Conny Andersson (politiker)
Conny Börje Andersson, född 2 januari 1946 i Nyköping, död 19 juni 2017 i Turinge distrikt, Stockholms län, var en svensk socialdemokratisk politiker.

## Biografi
Andersson växte upp i Nyköping, och började som lärling och snickare. Han blev tidigt aktiv i Sveriges socialdemokratiska ungdomsförbund och distriktsombudsman där. Han blev ombudsman för Socialdemokraterna i Södertälje 1971 och därefter på socialdemokratiska partidistriktet. Han blev kommunalråd i Södertälje kommun efter valet 1979, och efter att Socialdemokraterna förlorade makten i valet 1988 tog han över som partiets ledande företrädare i Södertäljepolitiken. Efter valet 1991 blev han kommunstyrelsens ordförande, vilket han var 1992–1998.
Han ville ha lärarutbildning på Campus Telge. Södertörns högskola beslutade om att starta utbildning av lärare med mångkulturell inriktning där hösten 1998.
Andersson bodde 1998 i den dåvarande kommundelen Nykvarn och tillsammans med övriga socialdemokrater motsatte han sig den kommundelning som detta år skedde. Som boende i den nya kommunen kunde han han inte fortsätta med sina politiska uppdrag i Södertälje. Istället var han fram till 2014 aktiv i landstingspolitiken, bland annat som ordförande för landstingsfullmäktige 2002–2006.